# Alumínio
23°32′7″N 47°15′44″T / 23,53528°N 47,26222°T
Alumínio (tiếng Bồ Đào Nha nghĩa là nhôm) là một đô thị ở bang São Paulo, Brasil. Thành phố này có dân số (năm 2003) là 16.019 người, diện tích là 83,7 km². Việc làm ở đây chủ yếu do Companhia Brasileira de Aluminio cung cấp.

## Các khu vực lân cận
- Mairinque
- Sorocaba
- Votorantim
- Ibiúna

## Lịch sử dân số
| Năm  | Dân số | Thay đổi | Mật độ     |
| ---- | ------ | -------- | ---------- |
| 2001 | 15.252 | -        | 182,22/km² |
| 2005 | 16.018 | -        | 191,39/km² |

## Dân số
Theo điều tra năm 2000 của IBGE, dân số là 15.252, trong đó có 13.727 dân thành thị và 1.525 nông thôn. Tuổi thọ bình quân là 69,03 năm. Tỷ lệ biết chữ là 92,89% dân số.